# 까올라인현
까올라인현(베트남어: Huyện Cao Lãnh / 縣高嶺)은 베트남 메콩강 삼각주 동탑성의 현이다.

## 행정 구역
까올라인현은 1시진, 17사를 관할하고 있다.

### 시진
- 미토 시진 (Thị trấn Mỹ Thọ, 美壽市鎭)

### 사
- 안빈 사 (Xã An Bình, 安平社)
- 바사오 사 (Xã Ba Sao, 巴梢社)
- 빈항떠이 사 (Xã Bình Hàng Tây, 平行西社)
- 빈항쭝 사 (Xã Bình Hàng Trung, 平行中社)
- 빈타인 사 (Xã Bình Thạnh, 平盛社)
- 가오종 사 (Xã Gáo Giồng, 梏仝社)
- 미히엡 사 (Xã Mỹ Hiệp, 美協社)
- 미호이 사 (Xã Mỹ Hội, 美會社)
- 미롱 사 (Xã Mỹ Long, 美隆社)
- 미토 사 (Xã Mỹ Thọ, 美壽社)
- 미쑤엉 사 (Xã Mỹ Xương, 美昌社)
- 뉘미 사 (Xã Nhị Mỹ, 二美社)
- 퐁미 사 (Xã Phong Mỹ, 豊美社)
- 프엉틴 사 (Xã Phương Thịnh, 芳盛社)
- 프엉짜 사 (Xã Phương Trà, 芳茶社)
- 호이쭝 사 (Xã Tân Hội Trung, 新會中社)
- 떤응이어 사 (Xã Tân Nghĩa, 新義社)